# نشت نشا
نشت نشا؛ عنوان کامل: نش‍ت نش‍ا: جس‍تاری در پدیدهٔ فرار مغ‍زها؛ عنوان مقاله‌ای از رضا امیرخانی داستان‌نویس ایرانی می‌باشد. این کتاب به بررسی پدیده فرار مغزها و عوامل آن می‌پردازد.
 امیرخانی این کتاب را در سال ۱۳۸۰ هجری شمسی نوشت. این اثر توسط انتشارات قدیانی به چاپ رسیده‌است. 